# Hamnesstranda
Hamnesstranda est une localité du comté de Nordland, en Norvège.

## Géographie
Administrativement, Hamnesstranda fait partie de la kommune de Ballangen.